# Rossinyol de Gabela
El rossinyol de Gabela (Sheppardia gabela) és una espècie d'ocell de la família dels muscicàpids (Muscicapidae) endèmic d'Angola. El seu hàbitat natural són els boscos tropicals i subtropicals de frondoses humits de l'estatge montà. Està amenaçat per pèrdua d'hàbitat i el seu estat de conservació es considera en perill d'extinció.
El seu nom fa referència al poble on se'l va observar per primer cop, Gabela, a la província angolesa de Kwanza-Sud.